# Dalmosella tenuis
Dalmosella tenuis är en skalbaggsart som beskrevs av Thomas Casey 1897. Dalmosella tenuis ingår i släktet Dalmosella och familjen kortvingar. Inga underarter finns listade i Catalogue of Life.